# Harry Hasso

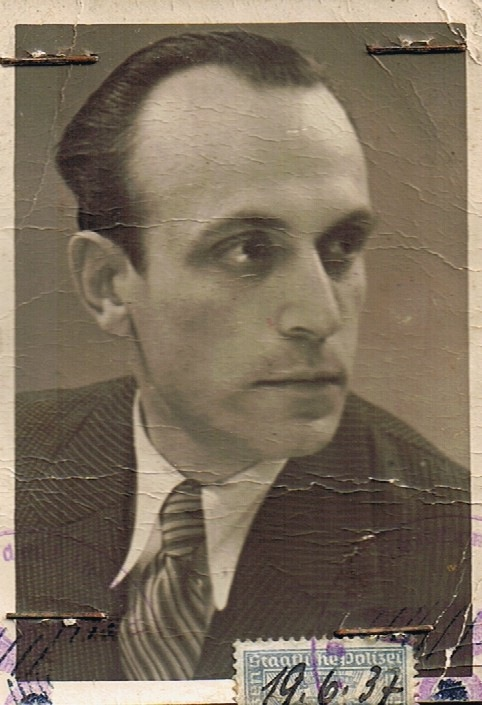

Harry Hasso (* 24. Juli 1904 als Karl Hartnagel in Frankenthal, Deutsches Reich; † 11. Juli 1984 in Helsingborg, Schweden) war ein deutsch-schwedischer Kameramann und Filmregisseur.

## Leben und Wirken
Über Hartnagels Herkunft ist derzeit nichts bekannt. Offensichtlich erhielt er in den 1920er Jahren eine fotografische Ausbildung. Bereits zur Zeit des ausgehenden Stummfilms begann er als Harry Hasso in Deutschland Kultur- bzw. Dokumentarfilme zu drehen und wirkte in ebendiesem Sektor mit Anbruch der Tonfilm-Ära als Kameramann. Ohne politisch oder rassisch verfolgt zu sein, entschloss sich Hasso 1933 zur Auswanderung nach Schweden. Dort lernte er noch im selben Jahr bei Dreharbeiten zu dem Krimi Tystnadens hus, einem der größten Flops der schwedischen Kinogeschichte, die Nachwuchsschauspielerin Signe Larsson kennen. Beide heirateten noch im selben Jahr, und die Schwedin nahm den Künstlernamen ihres Gatten an und nannte sich fortan Signe Hasso. Zwischen 1934 und 1938 fotografierte Hasso als Kameramann in Nordeuropa, Afrika und Indien mehrere Natur- und Expeditionsfilme, 1936 war er als Hasso Hartnagel einer der zahlreichen an Leni Riefenstahls Olympia-Film beteiligten Kameraleute.
1941 ließ sich das Ehepaar Hasso scheiden, und während sich Signe Hasso nach Hollywood begab und dort die kommenden zehn Jahre eine Reihe von beachtlichen Erfolgen an der Seite mehrere Topstars feiern konnte, heiratete Harry Hasso Signes schwedische Kollegin Viveca Lindfors, mit der er im selben Jahr I paradis… drehte. Im darauf folgenden Jahr gingen beide nach Italien, um dort gemeinsam zu filmen. Die Ehe mit Lindfors hielt nur sehr kurz, und während seine Ex-Frau nach Schweden heimkehrte, ging Hasso wieder nach Deutschland. Er konnte seine Filmkarriere jedoch erst nach Kriegsende fortsetzen. 1950 inszenierte er in der noch jungen Bundesrepublik das Heimatfilm- und Schmugglerdrama Grenzstation 58, drei Jahre darauf im Schwarzwald in Zusammenarbeit mit seiner Ex-Frau Signe das mit seiner eigenen, winzigen Mühlenbacher Firma produzierte Bauernmelodram Maria Johanna. Dies sollte die letzte Filmtätigkeit des zu dieser Zeit im badischen Offenburg ansässigen Deutschland-Rückkehrers bleiben. Anschließend kehrte Harry Hasso nach Schweden heim und verbrachte dort seinen Lebensabend.

## Filmografie
Als Kameramann beim Spielfilm, wenn nicht anders angegeben:
- 1928: Vom richtigen und falschen Kuchenbacken (nur Dokumentarkurzfilm-Regie)
- 1930: Die deutsche Apotheke (Dokumentarkurzfilm)
- 1932: Ein Frühlingstag (Dokumentarkurzfilm)
- 1933: Budapest, ein Stück ungarischer Geschichte (Dokumentarkurzfilm)
- 1933: Das Gesicht der Straße (Kurzspielfilm)
- 1933: Tystnadens hus (auch Filmrolle)
- 1934: Falska Greta
- 1934: Marodörer
- 1936/38: Olympia, 1. Teil: Fest der Völker (Dokumentarfilm, als Hasso Hartnagel)
- 1936/38: Olympia, 2. Teil: Fest der Schönheit (Dokumentarfilm, als Hasso Hartnagel)
- 1938: Aromatisch (Dokumentarkurzfilm)
- 1938: Geld fällt vom Himmel (auch schwed. Sprachfassung Pengar från skyn)
- 1941: Det sägs på stan
- 1941: I paradis …
- 1942: Rückkehr ins Leben (La donna del peccato) (Regie)
- 1943: L’usuraio (Regie)
- 1951: Grenzstation 58 (nur Regie)
- 1953: Maria Johanna (auch Co-Regie mit Exfrau Signe Hasso, Drehbuch, Produktion)